# 1043年
| 千纪： | 2千纪 |
| 世纪： | 10世纪 \| 11世纪 \| 12世纪                                                                                   |
| 年代： | 1010年代 \| 1020年代 \| 1030年代 \| 1040年代 \| 1050年代 \| 1060年代 \| 1070年代                             |
| 年份： | 1038年 \| 1039年 \| 1040年 \| 1041年 \| 1042年 \| 1043年 \| 1044年 \| 1045年 \| 1046年 \| 1047年 \| 1048年   |
| 纪年： | 癸未年（羊年）；契丹重熙十二年；北宋慶曆三年；西夏天授禮法延祚六年；大理聖明二年；越南明道二年；日本長久四年 |

## 大事记
- 中国
  - 做為對重熙增幣的條件，遼興宗派遺同知析津府事耶律敵烈、樞密院都承旨王惟吉諭令西夏與宋講和，翌年達成宋夏庆历议和。
  - 慶曆新政，范仲淹九月上《答手詔條陳十事》，進行慶曆新政。
  - 西夏景宗李元昊中種世衡的反間計而錯殺野利旺榮與野利遇乞。
- 基輔羅斯
  - 雅羅斯拉夫一世·弗拉基米羅維奇派軍攻擊君士坦丁堡，艦隊遇到暴風雨導致慘敗，這是基輔羅斯對拜占庭帝國最後一次軍事行動。

## 出生
- 羅德里高·迪亞茲·德·維瓦爾，人稱熙德（El Cid），卡斯蒂利亞貴族，瓦倫西亞的征服者和城主，西班牙民族英雄。

## 逝世
- 野利旺榮，西夏景宗李元昊野利皇后從父。
- 野利遇乞，西夏景宗李元昊野利皇后從兄。
- 王倫，宋仁宗時山東起義首領。